# Lipopolysacharide

Bouw van het celmembraan van gramnegatieve bacteriën. De buitenmembraan is bovenaan getekend, de periplasmatische ruimte tussen buiten- en binnenmembraan is cyaan gekleurd.

Lipopolysachariden (LPS), ook bekend als lipoglycanen, zijn grote moleculen bestaande uit een lipide en een polysacharide bijeengehouden door een covalente binding. Ze komen voor in de buitenmembraan van gramnegatieve bacteriën. Het zijn endotoxinen, die een sterke immuunrespons bij dieren en mensen veroorzaken.

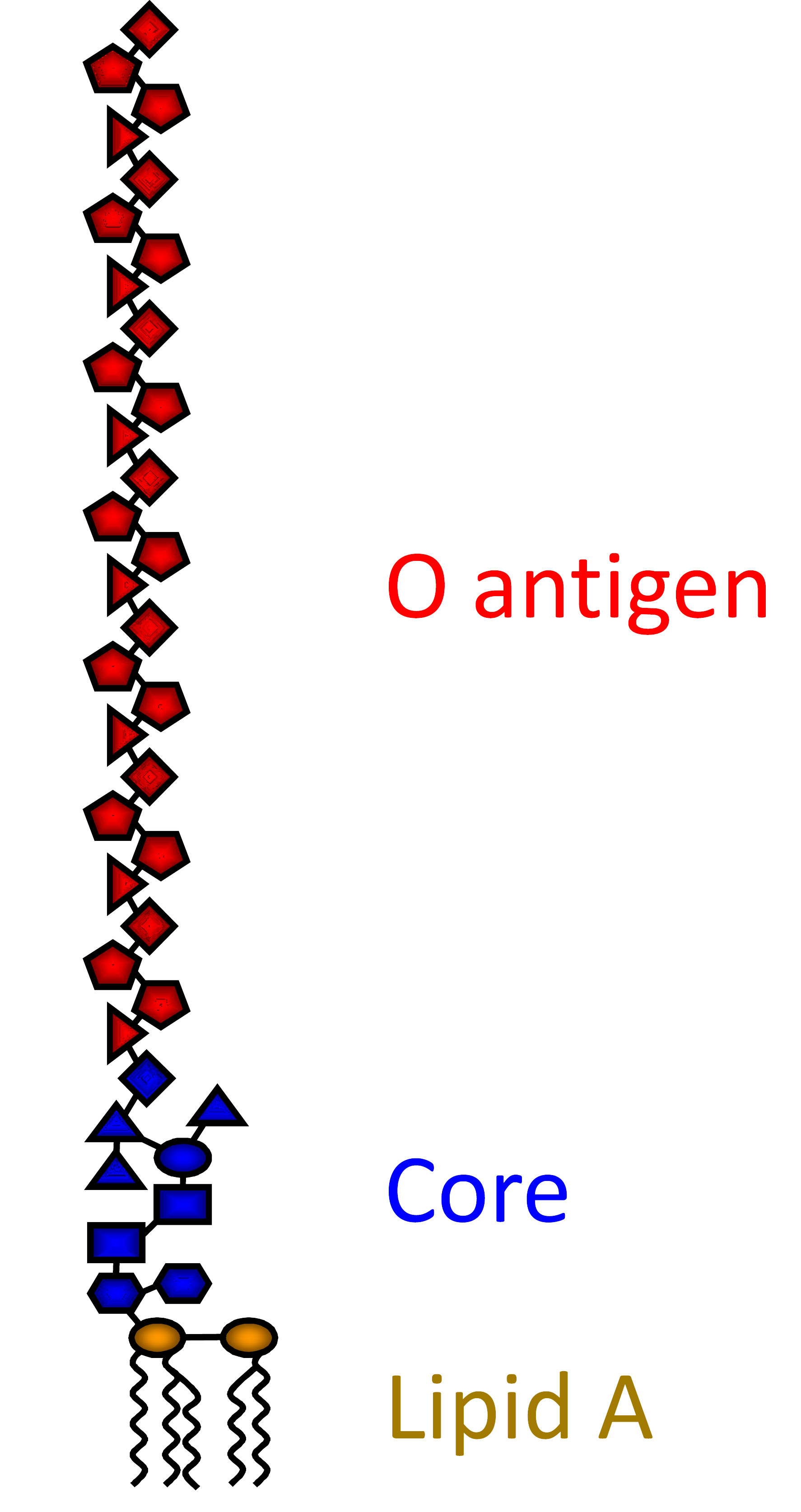
Structuur van een lipopolysacharide (core=kern)

## Functies
LPS is het belangrijkste bestanddeel van de buitenmembraan van gramnegatieve bacteriën, zorgen voor een groot deel voor de structurele integriteit (vormbehoud) van de bacteriën en beschermt de membraan tegen inwerking van bepaalde chemische stoffen. LPS verhoogt ook de negatieve lading van de celmembraan en helpt mee aan de stabiliteit van de membraanstructuur. Bij verwijdering of verandering door mutatie leidt het tot de dood van de gramnegatieve bacterie.
LPS werkt als het prototypische endotoxine omdat het zorgt voor de binding van het CD14/TLR4/MD2-receptor-complex, dat de afscheiding van pro-ontsteking cytokinen in veel celtypen stimuleert, maar vooral in macrofagen. In de immunologie wordt de term "LPS challenge" gebruikt voor het blootstellen van een stof aan LPS dat mogelijk als een toxine werkt.
LPS is ook een exogeen pyrogeen (exogeen koortsinducerende stof).
Lipopolysachariden zijn zeer belangrijk voor gramnegatieve bacteriën en daarom mogelijke doelen voor het ontwikkelen van nieuwe antibiotica.

## Samenstelling

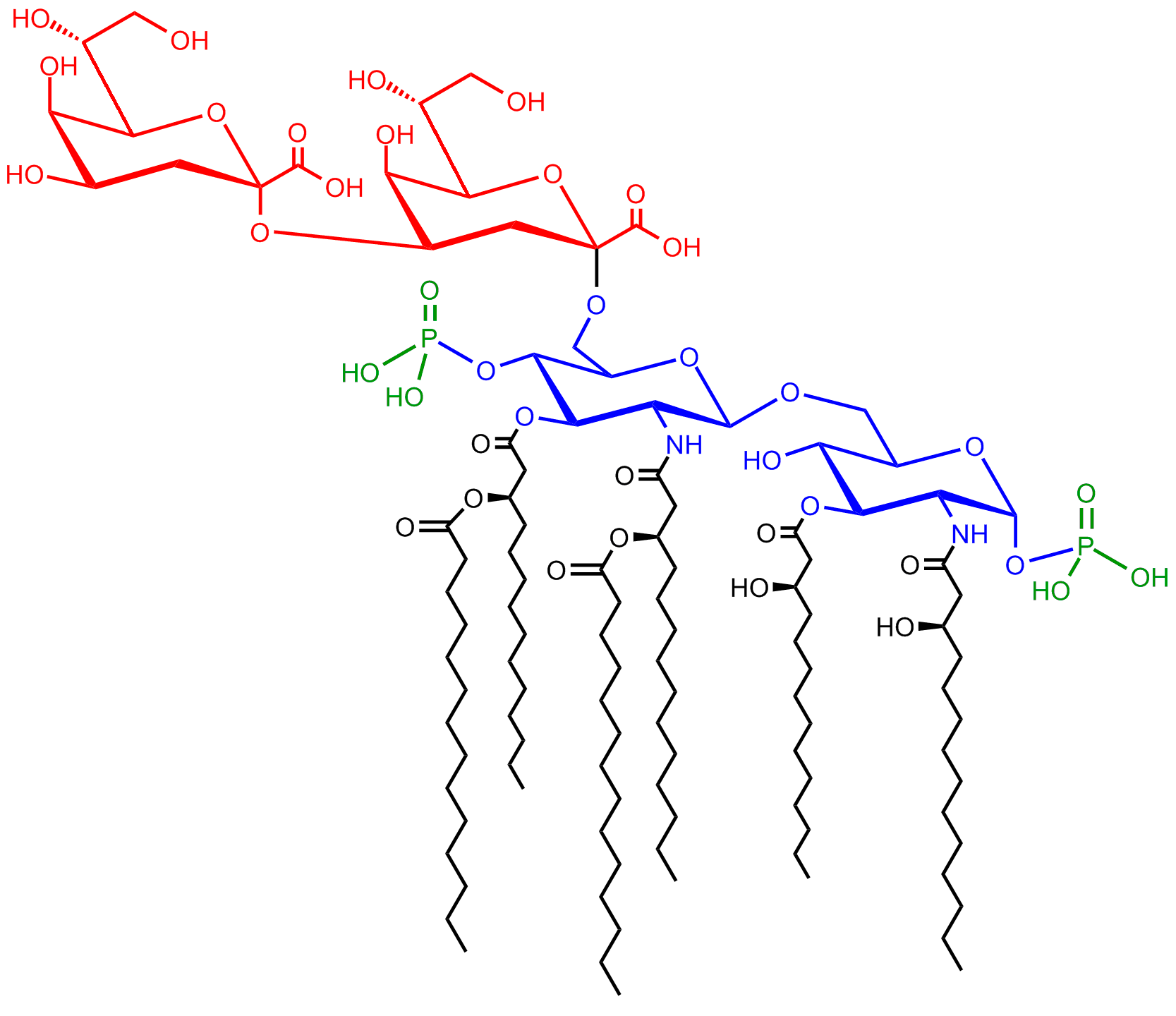
Het sacharolipide Kdo_{2}-Lipide-A. Glucosamine delen in blauw, KDO delen in rood, acylketens in zwart en fosfaatgroepen in groen.

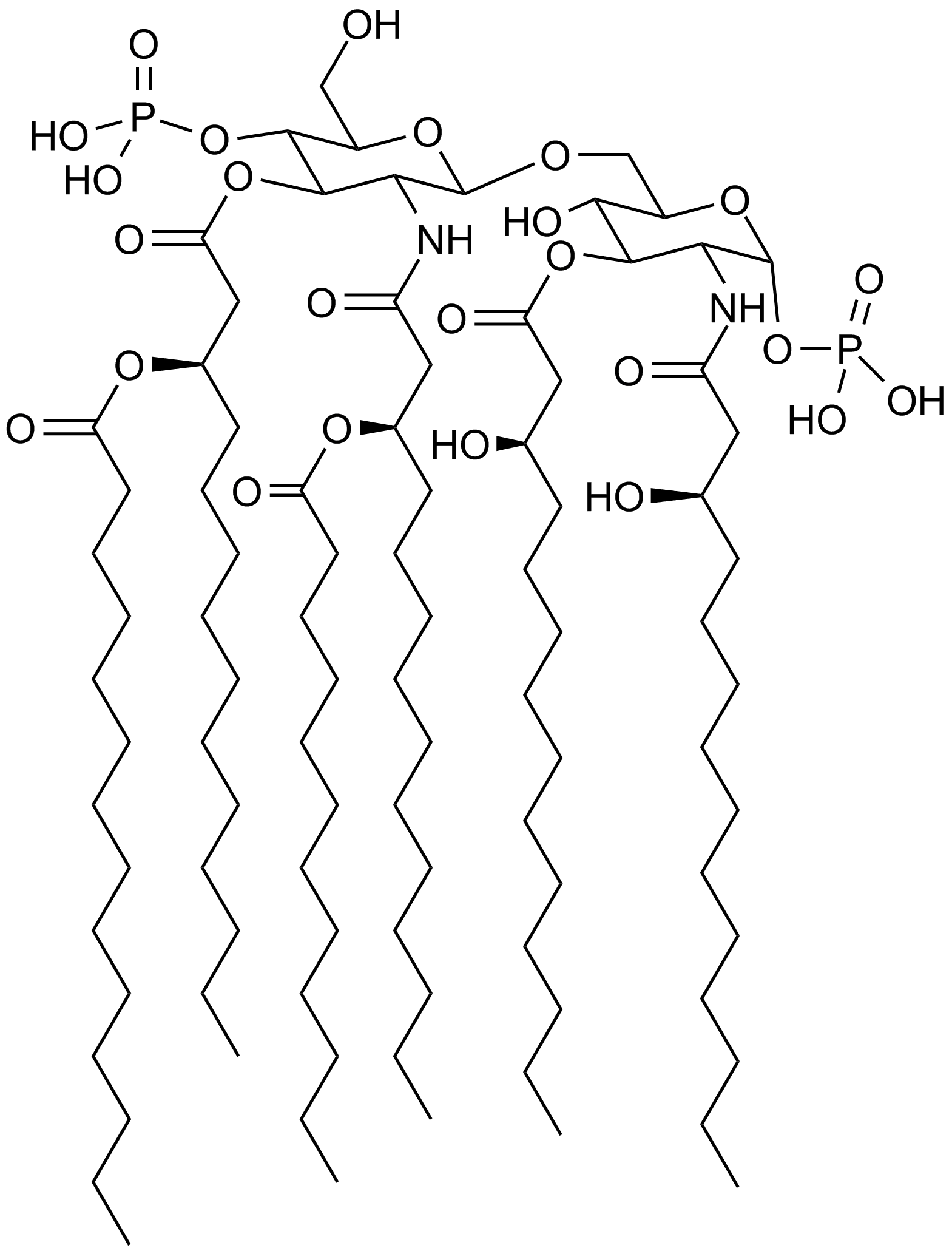
Chemische structuur van lipide-A E. coli

Lipopolysacharide bestaat uit drie delen:
1. O-antigeen (of O-polysacharide)
2. Kerngedeelte
3. Lipide-A

### Lipide-A
Lipide-A bestaat uit een gefosforyleerde glucosamine-disacharide met meerdere vetzuren. De meest voorkomende vetzuren zijn capron-, laurine-, myristine-, palmitine- en stearinezuur. Lipide-A kan bij de verschillende bacteriesoorten verschillen. Deze hydrofobe vetzuurketens verankeren het LPS in het bacteriële membraan waarbij het overige gedeelte van het LPS boven het celoppervlak steekt. Het lipide-A is voor een groot gedeelte verantwoordelijk voor de toxiciteit van gramnegatieve bacteriën, daarom wordt het ook wel endotoxine genoemd. Wanneer bij bacteriecellen door het immuunsysteem de celwanden worden afgebroken komen membraandeeltjes met lipide-A in de bloedcirculatie, hetgeen koorts, diarree en zelfs een dodelijke endotoxische shock kunnen veroorzaken.

### Kerngedeelte
Het kerngedeelte bestaat uit een binnen- en een buitengedeelte en bevat altijd een oligosacharide dat direct vastzit aan het lipide-A en gewoonlijk suikers zoals heptose en 3-deoxy-D-mannooctulosoonzuur (ook bekend als KDO, keto-deoxyoctonaat) bevat. Het LPS kerngedeelte van veel bacteriën bestaat ook uit niet-koolhydraat bevattende delen zoals fosfaat, aminozuren en ethanolamine.

### O-antigeen
Als LPS een keten van glycanen (polysachariden) bevat wordt dit het O-antigeen, O-polysacharide of O in de keten van de bacterie genoemd. De keten kan uit een enkele of meerdere hexosen bestaan, zoals rhamnose, galactose, glucose en mannose, alsmede met een enkele of meerdere, gedeeltelijk gewijzigde, dideoxysuikers zoals abequose, colitose, paratose of tyvelose. Deze ketens zijn in vier- of vijfdelige herhalingen met elkaar verbonden en vaak vertakt.
Het O-antigeen zit vast aan het oligosacharide van het kerngedeelte en is het meest buitenste van het LPS-molecuul. De samenstelling van de O-keten verschilt van bacteriestam tot bacteriestam. Zo worden er bijvoorbeeld door E. coli-stammen meer dan 160 verschillende O-antigene structuren geproduceerd. De aan- of afwezigheid van O-ketens bepaalt of het LPS ruw of glad is. Bij aanwezigheid van veel O-antigenen op het buitenste membraan, wordt de LPS als glad beschouwd. Bij het ontbreken of schaarse aanwezigheid van O-antigenen wordt het LPS als ruw beschouwd. Bacteriën met ruw LPS hebben gewoonlijk beter doorlatende celmembranen voor hydrofobe antibiotica, omdat een ruw LPS meer hydrofoob is. O-antigeen is het verst verwijderd van het oppervlak van de buitenmembraan van de bacteriecel en is daardoor een doel voor de herkenning door de antistoffen van de gastheer.

## Biosynthese
- Lipide-A en het kerngedeelte worden in het cytoplasma gesynthetiseerd en daar aan elkaar gekoppeld. Dit gaat dan door het cytoplasmamembraan en komt vanzelf in het buitenmembraan van de celwand terecht.
- De polysacharideketen wordt ook in het cytoplasma gesynthetiseerd. Zij zijn echter sterk hydrofiel en kunnen niet zonder meer door de lipofiele cytoplasmamembraan getransporteerd worden. Om dit wel mogelijk te maken wordt undecaprenylfosfaat eraan gekoppeld. Daardoor krijgt het een lipofiel eind, waarmee het door de cytoplasmamembraan getrokken kan worden. In de periplasmische ruimte worden dan door polymerasen delen gekopieerd en aan de aanwezige keten gekoppeld.

Nu worden de polysacharideketens met het lipide-A-kerngedeelte-verbond door ligasen aan elkaar gekoppeld en met hulp van poriën (Bayer's Junctions) in de buitenmembraan getransporteerd. Dit mechanisme is passief en is daarom zonder energie mogelijk.

## LPS veranderingen
Bij de vorming van LPS kan een specifieke koolhydraatstructuur ontstaan die herkend kan worden door ofwel een andere LPS (waardoor LPS-toxinen onwerkzaam worden) of door glycosyltransferasen die deze koolhydraatstructuur gebruiken om meer specifieke koolhydraten aan te koppelen.
Alkalische fosfatase in de ingewanden kan LPS ontgiften door de twee fosfaatgroepen te verwijderen. Dit zou kunnen werken als een mechanisme waarmee de gastheer de toxische effecten van gramnegatieve bacteriën, die normaal in de dunne darm voorkomen, kan voorkomen.

## Variabiliteit en het effect op specificiteit

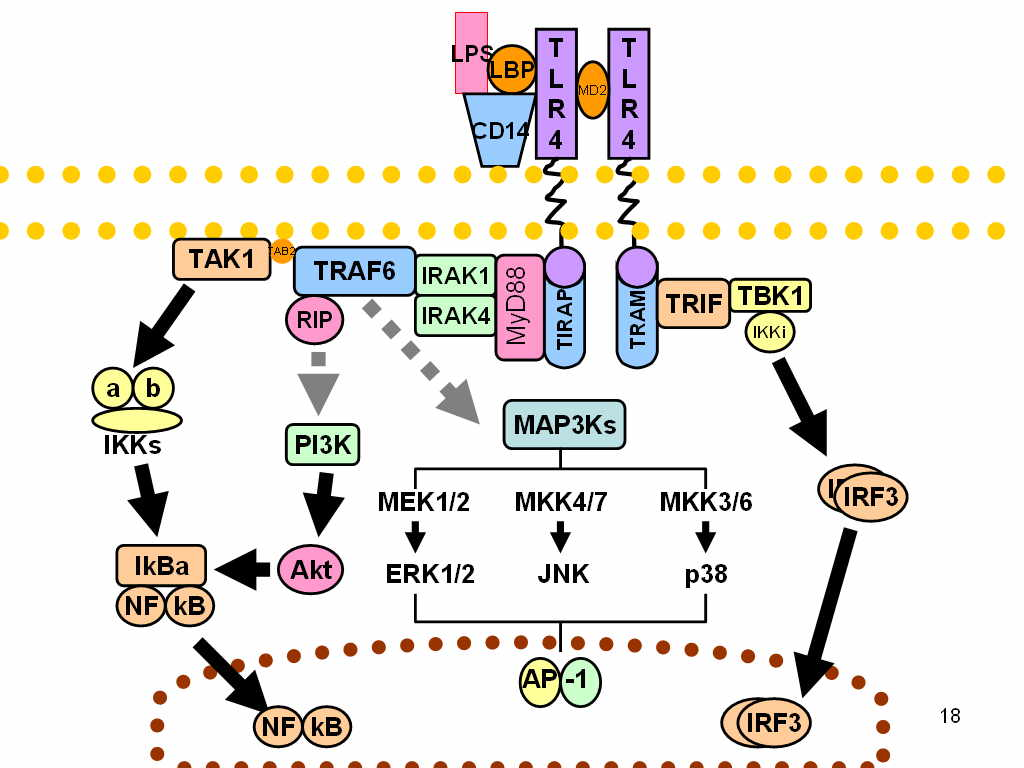
Toll-like receptoren van het aangeboren immuunsysteem herkent LPS en zorgt voor een immuunreactie.

O-antigenen zijn het meest variabele deel van een LPS molecuul en hebben een antigene specificiteit. In contrast hiermee staat lipide-A dat het minst variabele (het meest geconserveerde) deel is. Echter de samenstelling van lipide-A kan ook variëren, zoals het aantal en eigenschappen van acylketens zelfs binnen of tussen geslachten. Sommige van deze variaties kunnen antagonistische eigenschappen voor deze LPS-moleculen hebben. Zo is bijvoorbeeld Rhodobacter sphaeroides difosforyl-lipide-A (RsDPLA) een sterke antagonist van LPS in menselijke cellen en een agonist in cellen van de hamster en paarden.
Er wordt verondersteld dat kegelvormig lipide-A (bijvoorbeeld van E. coli) meer agonistisch is en minder kegelvormig lipide-A zoals dat van Porphyromonas gingivalis een ander signaal geeft (TLR2 in plaats van TLR4). Volledig cilindervormig lipide-A zoals dat van Rhodobacter sphaeroides is antagonistisch voor TLRs.
Genenclusters voor lipopolysacharide verschillen sterk tussen verschillende bacteriestammen, ondersoorten en soorten van planten en dieren bacterieziekten.

## Reacties menselijk lichaam op endotoxische lipopolysachariden
Als lipopolysachariden in het bloed komen binden ze zich daar aan het serumproteïne lipopolysacharideindend proteïne (LBP) (ook wel septine genoemd). Dit complex bindt aan de membraanreceptor CD14, die onder andere op het oppervlak van monocyten zit en induceert met de transcriptiefactor NF-κB (nuclear factor 'kappa-light-chain-enhancer' of activated B-cells) het vrijkomen van TNF en IL-1β door deze CD14-dragende cel. De CD14-expressie wordt vervolgens opnieuw door overwegend paracrine geïnduceerd (positieve terugkoppeling).
Lipopolysachariden kunnen door circumventriculaire organen (plaatsen met een doorlatende bloed-hersenbarrière) direct in de hersenen komen en vandaar vooral in de microglia hun eigen receptor, CD14, verder induceren waardoor plaatselijk de cytokineproductie op gang gebracht wordt. Dit is een van de wegen die tot koorts leiden..

## Immuunreactie
De werking van LPS wordt al verscheidene jaren in het experimentele onderzoek bestudeerd vanwege de rol in het activeren van vele transcriptie factoren. LPS kan ook voor veel tussenproducten zorgen die de oorzaak kunnen zijn van een septische shock.